# Alexandra Juhasz
Alexandra Jeanne "Alex" Juhasz (sinh ngày 12 tháng 3 năm 1964) là một nhà văn nữ quyền và lý thuyết gia về sản xuất truyền thông người Mỹ.

## Học vấn
Juhasz thi đậu bằng cử nhân chuyên ngành Nghiên cứu nước Mỹ (Hoa Kỳ học) và tiếng Anh tại Trường Đại học Amherst năm 1986. Ngay sau khi tốt nghiệp, bà được mời tham gia chương trình nghệ sĩ kéo dài một năm do Bảo tàng Whitney (1987–1988) tài trợ. Juhasz còn theo học Đại học New York và lấy bằng tiến sĩ hạng ưu về Nghiên cứu Điện ảnh hay Điện ảnh học (1992). Bà được trao Giải Nhất của Hội Nghiên cứu Điện ảnh vào năm 1993 cho luận án tiến sĩ mang tên: "Re-Mediating AIDS: The Politics of Community Produced Video".

## Sự nghiệp
Juhasz khởi đầu sự nghiệp tại Đại học New York vào năm 1990 trong cương vị trợ giảng về điện ảnh học. Từ năm 1991 đến năm 1994, bà làm trợ lý giáo sư (nghiên cứu tiếng Anh và nữ học) tại trường Trường Đại học Swarthmore.
Về sau bà đảm nhận công việc giảng dạy tại trường Trường Đại học Pitzer, với chức danh trợ lý giáo sư từ năm 1995 đến năm 1997 và phó giáo sư từ năm 1997 đến năm 2003. Bà chính thức trở thành giáo sư ngành lịch sử truyền thông, lý thuyết và sản xuất tại Trường Đại học Pitzer từ năm 2003 đến năm 2016, như cũng như giáo sư phụ trách Khoa Nghiên cứu Văn hóa, Nghệ thuật và Tiếng Anh tại Đại học Claremont Graduate. Mùa thu năm 2016, Juhasz trở thành Chủ tịch Khoa Điện ảnh tại Trường Đại học Brooklyn. Tháng 12 năm 2019, Juhasz được ban quản trị của CUNY phong là giáo sư ưu tú.
Lĩnh vực nghiên cứu chuyên môn của Juhasz bao gồm sản xuất phim tài liệu, phim phụ nữ và lý thuyết phim nữ quyền. Bà viết khá nhiều bài báo tập trung vào các vấn đề nữ quyền như tình dục tuổi teen, AIDS và giáo dục giới tính. Tác phẩm của bà tập trung vào phương pháp giáo dục nữ quyền trực tuyến, học hỏi từ YouTube và các cách sử dụng phương tiện kỹ thuật số phổ biến khác. Juhasz từng giảng dạy các khóa học tại nhiều địa điểm và học viện bao gồm NYU, Trường Đại học Bryn Mawr, Swarthmore, Pitzer, Đại học Claremont Graduate, và trên YouTube. Những buổi giảng dạy của bà kết hợp các phương tiện truyền thông hoạt động, phim tài liệu, kho lưu trữ truyền thông và phương tiện truyền thông nữ quyền. Bà hợp tác cùng với Anne Balsamo sáng lập nên FemTechNet, một mạng lưới gồm toàn giới học giả và nghệ sĩ tham gia vào các vấn đề liên quan đến công nghệ và giới tính.
Juhasz đã sản xuất hai bộ phim truyện: The Owls và The Watermelon Woman.  Bà còn đứng ra sản xuất hơn một chục phim tài liệu giáo dục tập trung vào các mối quan tâm của nữ quyền, từ việc mang thai ở tuổi vị thành niên đến bệnh AIDS, chẳng hạn như phim Video Remains.

## Ấn phẩm
- “#cut/paste+bleed: Entangling Feminist Affect, Action and Production On and Offline,” in Jentery Sayers, ed. Routledge Companion to Media Studies and Digital Humanities (Routledge: 2018): 18-32.
- Blackwell Companion to Film Studies: Documentary and Documentary Histories. Co-edited with Alisa Lebow (Cambridge, MA: Blackwell Press, forthcoming 2014/16).[10]
- Learning from YouTube. Cambridge, MA: The MIT Press, 2011.[4][10]
- F is for Phony: Fake Documentary and Truth's Undoing,  Edited with Jesse Lerner (University of Minnesota Press, 2006).[6]
- Women of Vision: Histories in Feminist Media Transcripts from 20 interviews in feminist film and video history. (University of Minnesota Press, 2001).[6]
- AIDS TV: Identity, Community, and Alternative Video. Durham, NC: Duke University Press, 1995.[10]
- "The Contained Threat: Women in Mainstream AIDS Documentary." Journal of Sex Research, 27:1, 1990. Special issue: Feminist Perspectives on Sexuality.